# Dell'ammazzare il maiale
Dell'ammazzare il maiale è un cortometraggio di animazione italiano del 2011 diretto da Simone Massi e vincitore del David di Donatello 2012 per il miglior cortometraggio.

## Trama
Ai primi di gennaio, gli uomini entrano nella stalla dove tengono a ricovero il maiale e lo legano per il muso. Mentre viene trascinato fuori per essere macellato, il maiale ha modo di vedere il cielo e le cose del mondo.

## Riconoscimenti
- David di Donatello 2012 per il miglior cortometraggio[2].
- Torino Film Festival 2011 menzione speciale della giuria.
- Lisbon Monstra Animation Festival 2012 Onda Curta Prize[3].
- Zagreb Animafest 2012 Special jury prize.
- Sofia Golden Kuker 2012 Special jury award.
- Animanima Cacak-Serbia 2012 Best director.
- Festival international du court métrage de Clermont-Ferrand 2012: Compétition Labo.
- Rotterdam International Film Festival 2012: Short Films.
- Tirana International Film Festival 2011: Animation.
- Barcelona Opera Prima 2013 Best director.
- Maribor TOTI 2013 Special mention.